# Gare de Pottes
La gare de Pottes est une ancienne gare ferroviaire belge de la ligne 87, de Bassilly à Renaix et Tournai située sur le territoire de l'ancienne commune de Pottes, rattachée à la commune de Celles, en région wallonne dans la province de Hainaut.
Elle est mise en service en 1882 par les Chemins de fer de l’État belge et ferme en 1950 aux voyageurs. Cette section de la ligne est déclassée en 1959 et le seul bâtiment encore présent est la maison de garde-barrière.

## Situation ferroviaire
Établie à 20 m d'altitude, la gare de Pottes était située au point kilométrique (PK) 14.8 de la ligne 87, de Bassilly à Tournai (PK 0.0 en gare de Tournai), entre les gares fermées de Celles-Escanaffles et de Hérinnes-Warcoing.

## Histoire
La station de Pottes est mise en service le 5 juin 1882 par l’Administration des chemins de fer de l’État belge (future SNCB) qui inaugure le même jour la section de Y Mont-de-l'Enclus à Pecq de la ligne de Renaix à Tournai sur l'ancienne concession du chemin de fer d'Anvers à Tournai vers Douai. La gare est assez isolée par rapport aux villages environnants, un tracé plus direct qui lui permet de ne pas passer trop loin du village de Celles.
Les trains de voyageurs entre Tournai et Renaix cèdent la place aux bus vers octobre 1950, causant la fermeture des gares entre Kain et la bifurcation de Mont-de-l'Enclus. Plus aucun train de marchandises ne parcourant cette section, elle est déclassée en 1959 et les rails sont retirés.

## Patrimoine ferroviaire
Lors de l'ouverture de la ligne, Pottes est dotée d'un bâtiment des recettes du type standard en vigueur à l'époque, du plan type 1873. De même longueur que ceux des bâtiments érigés à Celles-Escanaffles, Hérinnes-Warcoing et Pecq, il a une disposition inversée où l'aile de quatre travées est positionnée à droite du corps de logis. Hérinnes-Warcoing est la seule gare de cette section à avoir conservé jusqu'à ce jour son bâtiment d'origine.
Après la fermeture de la gare, les bâtiments de la gare sont démolis à l'exception de la maison de garde-barrière qui sert d'habitation.